# Chalara africana
Chalara africana är en svampart som först beskrevs av B. Sutton & Piroz., och fick sitt nu gällande namn av P.M. Kirk 1984. Chalara africana ingår i släktet Chalara, divisionen sporsäcksvampar och riket svampar.   Inga underarter finns listade i Catalogue of Life.